# اردوهای بازآموزی

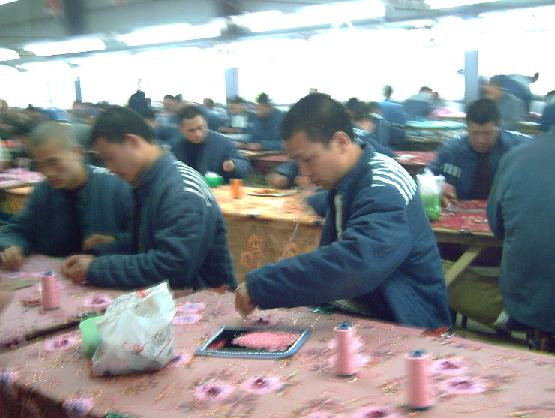
نمایی از چندین کارگر اردوگاه «آموزش مجدد از طریق کار» در شایانگ.

آموزش مجدد از طریق کار (انگلیسی: Re-education through labor) سیستم بازداشت اداری در سرزمین اصلی چین چین بود. از ۱۹۵۷ تا ۲۰۱۳ فعال بود، این سیستم برای بازداشت افرادی که متهم به جرایم جزئی مانند دزدی، تن‌فروشی و قاچاق مواد مخدر غیرقانونی و همچنین مخالفان سیاسی، دادخواهی(چین) و پیروان فالون دافا بودند، مورد استفاده قرار می‌گرفت.